# Тодор Джонев
Тодор Михайлов Джонев е български офицер, полковник, командир на 11-а пехотна дивизия (1945), инспектор по мобилизацията (1945) и началник на Географския институт.

## Биография
Тодор Джонев е роден на 19 февруари 1899 г. в Злогош, Княжество България. През 1920 г. завършва 40-и випуск на Военното на Негово Величество училище и на 4 октомври е произведен в чин подпоручик. На 27 ноември 1923 г. е произведен в чин поручик, през 1929 година е назначен на служба в 15-и пехотен ломски полк, от 1930 г. е слушател във Военната академия и същата година на 31 октомври е произведен в чин капитан. През 1934 г. е назначен на служба във Военното училище, на 3 октомври 1935 г. е произведен в чин майор и същата година е уволнен от служба.
На 3 октомври 1939 г. е произведен в чин подполковник, а от 1944 г. е началник на отдел в Разузнавателното отделение, след което през 1945 г. е командир на 11-а пехотна дивизия, а по-късно същата година е назначен за инспектор по мобилизацията. По-късно служи като началник на Географския институт и през 1947 г. е уволнен от служба.

## Семейство
Полковник Димитър Владков е женен и има 2 деца.

## Военни звания
- Подпоручик (4 октомври 1920)
- Поручик (27 ноември 1923)
- Капитан (31 октомври 1930)
- Майор (3 октомври 1935)
- Подполковник (3 октомври 1939)
- Полковник (14 септември 1944)

## Образование
- Военно на Негово Величество училище (до 1920)
- Военна академия (1930 – 1932)